# Jean-Baptiste Thierrée
Pour les articles homonymes, voir Thierrée.
Jean-Baptiste Thierrée est un acteur et écrivain français né en 1937 à Paris.

## Biographie
Né Jean-Pierre Henri Thierrée dit Jean-Baptiste Thierrée , Fils d’ouvrier (Marcel Thierrée , décolleteur) et d'une mère au foyer Madeleine Clément , Jean-Baptiste Thierrée naît à Paris 6e le 2 mai 1937. Il est apprenti imprimeur, puis souffleur à la Porte Saint-Martin et comédien. Au théâtre, Jean-Marie Serreau lui donne un rôle dans Les Coréens de Michel Vinaver, et Roger Planchon l’engage à la création du Théâtre de la Cité, en 1957. Il travaille également avec Peter Brook.
À 25 ans, il fonde sa propre troupe et crée cinq spectacles, Le Chevalier au pilon flamboyant de Beaumont et Fletcher au Théâtre du Grand Guignol, Le Revizor de Nicolas Gogol au Centre Dramatique de l’Ouest, L’Auberge des Adrets à la Porte Saint-Martin, Cami Chaval avec la collaboration de Chaval à la Comédie de Paris, Midi moins cinq de Jacques Sternberg et Ylipe, à l’Opéra de Liège.
Au cinéma, il joue pour Jacques Baratier (dans Piège, Dragées au poivre), Resnais (dans Muriel), pour Fellini (dans Les Clowns), pour Jean Delanoy (dans Guinguette). Jean-Baptiste Thierrée est l'inventeur du Nouveau cirque, en 1971 avec le Cirque Bonjour au Festival d'Avignon.
Il crée ensuite avec sa femme Victoria Chaplin le Cirque imaginaire, puis le Cirque invisible. Plus connu en Italie, où il se rend avec sa femme, au moins deux fois par an pour une tournée du Cirque invisible, il se produit souvent en France sur des scènes nationales notamment au Théâtre du Rond-Point, mais aussi dans le monde entier. Leurs enfants Aurélia Thierrée et James Thierrée font aussi des spectacles. La fille aînée de Jean-Baptiste, Juliette Thierrée, également. Peintre, dessinateur, sculpteur, il est aussi écrivain : il exprime dans La Folie Polaire (éditions Lume, 2007) toute sa passion pour Polaire, une étoile du music-hall parisien des années 1900, très proche de Colette et de Willy. À la fois roman (une grande part y est accordée à l'imaginaire) et hommage (une partie de sa collection y est reproduite : portraits, cartes postales...) à Polaire.

## Filmographie
- 1963 : Muriel, ou le Temps d'un retour d'Alain Resnais
- 1963 : Dragées au poivre de Jacques Baratier
- 1965 : L'Or du duc de Jacques Baratier et Bernard Toublanc-Michel
- 1968 : Piège de Jacques Baratier
- 1970: Les Clowns de Federico Fellini

- 1986 : Mademoiselle B de Bernard Queysanne

## Théâtre
- 1954 : Milot de Charles Vildrac, mise en scène Miguel Demuynck, Théâtre de la Renaissance.
- 1954 : La Nuit des rois de William Shakespeare, compagnie Jean Deninx, tournée française.
- 1954 : Le Barbier de Séville, Théâtre de l'Atelier mise en scène de Roger Goggio.
- 1957 : Les Coréens de Michel Vinaver, mise en scène Jean-Marie Serreau, Théâtre de l'Alliance française.
- 1959 : Falstaff de William Shakespeare, mise en scène Roger Planchon, Théâtre de l'Ambigu, Théâtre Montparnasse.
- 1959 : Henri IV de William Shakespeare, mise en scène Roger Planchon, Théâtre de l'Ambigu, Théâtre Montparnasse.
- 1959 : Les Trois Mousquetaires d'Alexandre Dumas, mise en scène Roger Planchon, Théâtre de l'Ambigu.
- 1960 : Édouard II de Christopher Marlowe, mise en scène Roger Planchon, Chorégies d'Orange, Festival de Baalbeck.
- 1960 : Les Trois Mousquetaires d'Alexandre Dumas, mise en scène Roger Planchon, Festival de Baalbeck, Festival d'Édimbourg.
- 1961 : Les Trois Mousquetaires d'Alexandre Dumas, mise en scène Roger Planchon, Festival de Vienne.
- 1961 : Édouard II de Christopher Marlowe, mise en scène Roger Planchon, Théâtre de la Cité de Villeurbanne, Théâtre des Champs-Élysées.
- 1961 : Schweik dans la Seconde Guerre mondiale de Bertolt Brecht, mise en scène Roger Planchon, Théâtre de la Cité de Villeurbanne, Théâtre des Champs-Élysées.
- 1962 : Lulu de Frank Wedekind, mise en scène François Maistre, Théâtre de l'Athénée.
- 1962 : Pas De Picnic à Calcutta, Marguerite Duras et Gérard Jarlot, mise en scène François Maistre, Théâtre de l’Athénée.
- 1963 : Les Trois Mousquetaires d'Alexandre Dumas, mise en scène Roger Planchon, Moscou, Théâtre de la Cité de Villeurbanne.
- 1963 : La Danse du Sergent Musgrave de John Arden, mise en scène Peter Brook, Théâtre de l’Athénée.
- 1964 Le Chevalier au Pilon Flamboyant de Baumont et Flechter mis en scène par Jean-Baptiste Thierrée, au Théâtre 104 de Bruxelles, et au Grand Guignol à Paris.
- 1965 : Midi moins cinq de Jacques Sternberg mise en scène Jean Baptiste Thierrée, Opéra de Liège.
- 1966 : Tartuffe de Molière, mise en scène Roger Planchon.
- 1966 : Le Revizor de Nicolas Gogol, mise en scène Jean-Baptiste Thierrée, Comédie de l'Ouest.
- 1966 : L'Auberge des Adrets de Benjamin Antier, mise en scène Jean-Baptiste Thierrée, Théâtre de la Porte-Saint-Martin.
- 1967 : Le Révizor de Nicolas Gogol, mise en scène Jean Baptiste Thierrée à la Comédie de l'Ouest.
- 1967 : Cami, Chaval, mise en scène Jean Baptiste Thierrée à la Comédie de Paris.
- 1968 : Syllabaire pour Phèdre, opéra de Maurice Ohana mise en scène de Jean Baptiste Thierrée au Théâtre de la Gaîté Lyrique, Paris.
- 1968 : Hein ? d'Henry Livings, mise en scène Guy Parigot, Comédie de l'Ouest.
- 1968 : Les Antidrames de Cami et Chaval (reprise arrangée du spectacle Cami Chaval) mise en scène de Jean Baptiste Thierrée à la Maison de la Culture de Rennes.
- 1968 : Le Chevalier à la Mode, en plein air à Argenteuil, rôle principal.
- 1968-1969 : numéro au Cabaret l’Écluse puis au Music Hall Bobin'O.
- 1969 : C'est La Guerre Monsieur Grüber de Jacques Sternberg mis en scène de Jean-Baptiste Thierrée, à La Clinique de la Borde puis au Théâtre du Lucernaire à Paris.
- 1970-1971 : création du Premier Nouveau Cirque, Le Cirque Bonjour ! à Rennes puis au Festival d'Avignon.
- 1970-1974 : tournée du Cirque Bonjour!.
- 1975 : création du Cirque imaginaire conception Jean-Baptiste Thierrée, Victoria Chaplin.
- 1975-1989 : tournée mondiale du Cirque imaginaire.
- 1990 : création du Cirque invisible à Florence, conception Jean-Baptiste Thierrée, Victoria Chaplin.
- 1990-2016 : tournée mondiale du Cirque invisible.